# Динъань (уезд)
Динъа́нь (кит. упр. 定安, пиньинь Dìng'ān) — уезд провинциального подчинения провинции Хайнань (КНР).

## История
Со времён империи Тан эти места были частью уезда Цюншань. В 864 году здесь была образована отдельная Чжунчжоуская область (忠州), но затем она была расформирована.
После образования монгольской империи Юань южная часть уезда Цюншань была в 1292 году выделена в отдельный уезд Динъань. В 1329 году уезд Динъань был поднят в статусе, и стал Наньцзяньской областью (南建州). После свержения власти монголов и образования империи Мин область в 1369 году была понижена в статусе и снова стала уездом Динъань.
После перехода острова Хайнань под контроль КНР был создан Административный район Хайнань (海南行政区) провинции Гуандун, и уезд вошёл в его состав. В 1958 году уезды Динъань и Туньчан были объединены в уезд Динчан (定昌县), но в 1961 году он был снова разделён на уезды Динъань и Туньчан.
В 1970 году Административный район Хайнань был переименован в Округ Хайнань (海南地区), но в 1972 году округ снова стал административным районом.
13 апреля 1988 года Административный район Хайнань был преобразован в отдельную провинцию Хайнань.

## Административное деление
Уезд делится на 10 посёлков.